# Průtok (kanál)
Průtok je označení pro krátký kanál neboli řeku či potok obecně přirozeného původu. Obvykle je kratší než 1 km a nemá zvláštní pojmenování. Spojuje mezi sebou dvě jezera, jezero (lagunu) s mořem (oceánem) nebo jezero s řekou. Řidčeji může také spojovat řeku s jezerem nebo dvě řeky (bifurkace řek). Může také znamenat vedlejší rameno řeky v případě, že řeka vytváří ostrovy.

## Jezera spojená průtokem s řekou
- Hammar a Šatt al-Arab
- Tumba a Kongo
- Krokų Lanka s Atmatou a s Minijí (Litva)

## Dvě jezera spojená průtokem
- Urowiec a Jeziorak v Polsku